# Molly house

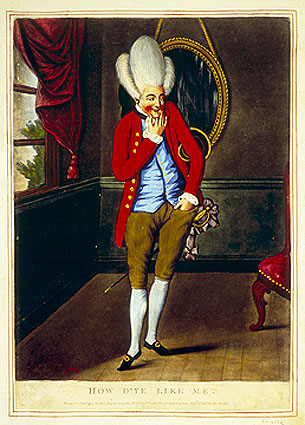
Ilustración del de un "Molly" (o "macaroni").

Molly house, en español «casa de maricas» es un término arcaico usado en Inglaterra para referirse a una taberna o una habitación privada en la que los hombres homosexuales podían conocerse, reunirse y posiblemente encontrar pareja sexual. Estos lugares existían en la mayoría de las grandes ciudades británicas. Las molly houses son las precursoras de los modernos bares gais.
El más famoso fue el de Mother Clap en el área de Holborn, en Londres. En el siglo XVIII, los hombres homosexuales eran perseguidos por las leyes de sodomía, cuya pena era la de muerte en la horca. A principios del siglo XIX la policía detuvo a veintisiete homosexuales en 1810, este hecho se le conoce como Camarilla de la calle Vere, diecinueve fueron puestos en libertad y ocho fueron condenados. Los archivos de los tribunales de casos que afectaron a aquellos que usaban las molly houses son la principal prueba documental de su existencia que ha sobrevivido al paso del tiempo. Por ejemplo, el 9 de mayo de 1726, tres hombres (Gabriel Lawrence, William Griffin y Thomas Wright) fueron colgados en Tyburn por sodomía. Charles Hitchen, el Under City Marshal, también fue condenado en 1727 de intento de sodomía en una molly house.
Los dueños de molly houses solían vestir ropa de mujer, creaban una personalidad femenina y tenían mucha pluma.